# Miroslav Cerar
Miroslav Cerar (Ljubljana, 28 oktober 1939) is een Joegoslavisch turner.
Cerar won in 1962 de wereldtitel aan de brug en op het paard voltige, Cerar verdedigde succesvol zijn wereldtitel op het paard voltige in 1966 en in 1970 in zijn geboortestad Ljubljana. Cerar won tijdens de Olympische Zomerspelen 1964 de gouden medaille op het paard voltige en de bronzen medaille aan de rekstok. Vier jaar later in Mexico-stad verdedigde Cerar zijn gouden medaille op het paard voltige met succes.
Cerar zijn zoon Miro was van 2014 tot en met 2018 premier van Slovenië.

## Resultaten

### Olympische Zomerspelen
| Jaar | Plaats      | Resultaten                                                                                        |
| ---- | ----------- | ------------------------------------------------------------------------------------------------- |
| 1960 | Rome        | 8e in de meerkamp 9e in de landenwedstrijd 5e aan de brug                                         |
| 1964 | Tokio       | op het paard voltige aan de rekstok 6e aan de rekstok 7e in de meerkamp 11e in de landenwedstrijd |
| 1968 | Mexico-stad | op het paard voltige 6e in de landenwedstrijd 9e in de meerkamp                                   |

### Wereldkampioenschappen turnen
| Jaar | Plaats    | Resultaten                         |
| ---- | --------- | ---------------------------------- |
| 1958 | Praag     | op het paard voltige               |
| 1962 | Praag     | op het paard voltige · aan de brug |
| 1966 | Dortmund  | op het paard voltige · aan de brug |
| 1970 | Ljubljana | op het paard voltige · aan de brug |

1896: Louis Zutter ·
1904: Anton Heida ·
1924: Josef Wilhelm ·
1928: Hermann Hänggi ·
1932: István Pelle ·
1936: Konrad Frey ·
1948: Paavo Aaltonen, Veikko Huhtanen, Heikki Savolainen ·
1952: Viktor Tsjoekarin ·
1956: Boris Sjachlin ·
1960: Eugen Ekman, Boris Sjachlin ·
1964: Miroslav Cerar ·
1968: Miroslav Cerar ·
1972: Viktor Klimenko ·
1976: Zoltán Magyar ·
1980: Zoltán Magyar ·
1984: Li Ning, Peter Vidmar ·
1988: Dmitri Bilozertsjev, Zsolt Borkai, Ljoebomir Geraskov ·
1992: Pae Gil-su, Vitali Tsjerbo ·
1996: Donghua Li ·
2000: Marius Urzică ·
2004: Teng Haibin ·
2008: Xiao Qin · 
2012: Krisztián Berki · 
2016: Max Whitlock · 
2020: Max Whitlock · 
2024: Rhys McClenaghan
- Nationale en Universitaire bibliotheek Zagreb: 000665294
- Virtual International Authority File: 190146094315300332131